# Освајачи олимпијских медаља у биатлону
Биатлон на Зимским олимпијским играма дебитовао је 1960. на играма у Скво Велију, а жене се такмиче од игара у Албервилу 1992. године. На првим Зимским олимпијским играма 1924. године у Шамонију појавио се спорт војна патрола што је била претеча данашњег биатлона. Војна патрола се још неколико пута појављивала на олимпијским играма, али само као демонстративни спорт. Биатлонци и биатлонке се такмиче на Олимпијским играма у четири појединачне дисциплине као и у штафетама. На Олимпијским играма у Сочију 2014. године на програму се по први пут нашла мешовита штафета коју чине две жене и два мушкарца. Следећа листа презентује све освајаче златних, сребрних и бронзаних медаља на Олимпијским играма у биатлону.

## Војна патрола
На Зимским олимпијским играма 1924. године у Шамонију одржана су такмичења у војној патроли само у мушкој конкуренцији.
| Игре         |                                                                            |                                                                              |                                                                               |
| 1924. Шамони | Швајцарска · Дени Воше · Алфред Ауфденблатен · Антоан Жилан · Алфонс Жилан | Финска · Аугуст Ескелинен · Хејки Хирвонен · Марти Лапалаинен · Вејне Бремер | Француска · Камиј Мандрилон · Жорж Бертхет · Морис Мандрилон · Адријен Вандел |

## Мушкарци
Мушкарци се на Олимпијским играма такмиче у следећим дисциплинама биатлона:
- појединачно (20 км) - од игара 1960. године у Скво Валију
- спринт (10 км) - од игара 1980. године у Лејк Плесиду
- потера (12,5 км) - од игара 2002. године у Солт Лејк Ситију
- масовни старт (15 км) - од игара 2006. године у Торину
- штафета (4х7,5 км) - од игара 1968. године у Греноблу

### Појединачно (20 км)
| Игре                 |                                    |                                                               |                                        |
| 1960. Скво Вали      | Клас Лестандер · Шведска           | Анти Тирвејнен · Финска                                       | Александар Привалов · Совјетски Савез  |
| 1964. Инзбрук        | Владимир Мелањин · Совјетски Савез | Александар Привалов · Совјетски Савез                         | Олав Јордет · Норвешка                 |
| 1968. Гренобл        | Магнар Солберг · Норвешка          | Александар Тихонов · Совјетски Савез                          | Владимир Гундарцев · Совјетски Савез   |
| 1972. Сапоро         | Магнар Солберг · Норвешка          | Хансјорг Хнауте · Источна Немачка                             | Лорш-Јоран Арвидсон · Шведска          |
| 1976. Инзбрук        | Николај Круглов · Совјетски Савез  | Хеики Икола · Финска                                          | Александар Јелизаров · Совјетски Савез |
| 1980. Лејк Плесид    | Анатолиј Аљабјев · Совјетски Савез | Франк Улрих · Источна Немачка                                 | Еберхард Рош · Источна Немачка         |
| 1984. Сарајево       | Петер Ангерар · Западна Немачка    | Франк-Петер Роеч · Источна Немачка                            | Ејрик Квалфос · Норвешка               |
| 1988. Калгари        | Франк-Петер Роеч · Источна Немачка | Валериј Медведцев · Совјетски Савез                           | Јохан Песлар · Италија                 |
| 1992. Албервил       | Јевгениј Редкин · Уједињени тим    | Марк Кихнер · Немачка                                         | Микел Љофгрен · Шведска                |
| 1994. Лилехамер      | Сергеј Тарасов · Русија            | Франк Лук · Немачка                                           | Свен Фишер · Немачка                   |
| 1998. Нагано         | Халвард Ханеволд · Норвешка        | Пјер Алберто Карара · Италија                                 | Алексеј Ајдаров · Белорусија           |
| 2002. Солт Лејк Сити | Оле Ејнар Бјерндален · Норвешка    | Франк Лук · Немачка                                           | Виктор Мајгуров · Русија               |
| 2006. Торино         | Михаел Грајс · Немачка             | Оле Ејнар Бјерндален · Норвешка                               | Халвард Ханеволд · Норвешка            |
| 2010. Ванкувер       | Емил Хегле Свендсен · Норвешка     | Оле Ејнар Бјерндален · Норвешка · Сергеј Новиков · Белорусија | Није додељњно                          |
| 2014. Сочи           | Мартен Фуркад · Француска          | Ерик Лесер · Немачка                                          | Јевгениј Гараничев · Русија            |
| 2018. Пјонгчанг      | Јоханес Тингнес Бе · Норвешка      | Јаков Фак · Словенија                                         | Доминик Ландертингер · Аустрија        |

### Спринт (10 км)
| Игре                 |                                    |                                     |                                    |
| 1980. Лејк Плесид    | Франк Улрих · Источна Немачка      | Владимир Аљикин · Совјетски Савез   | Анатолиј Аљабјев · Совјетски Савез |
| 1984. Сарајево       | Аирик Квалфос · Норвешка           | Петер Ангерар · Западна Немачка     | Матијас Јакоб · Источна Немачка    |
| 1988. Калгари        | Франк-Петер Роеч · Источна Немачка | Валериј Медведцев · Совјетски Савез | Сергеј Чепиков · Совјетски Савез   |
| 1992. Албервил       | Марк Кихнер · Немачка              | Рико Грос · Немачка                 | Хари Елоранта · Финска             |
| 1994. Лилехамер      | Сергеј Чепиков · Русија            | Рико Грос · Немачка                 | Сергеј Тарасов · Русија            |
| 1998. Нагано         | Оле Ејнар Бјерндален · Норвешка    | Фруде Андресен · Норвешка           | Виле Раиконен · Финска             |
| 2002. Солт Лејк Сити | Оле Ејнар Бјерндален · Норвешка    | Свен Фишер · Немачка                | Волфганг Пјернер · Аустрија        |
| 2006. Торино         | Свен Фишер · Немачка               | Халвард Ханеволд · Норвешка         | Фруде Андресен · Норвешка          |
| 2010. Ванкувер       | Венсан Же · Француска              | Емил Хегле Свендсен · Норвешка      | Јаков Фак · Хрватска               |
| 2014. Сочи           | Оле Ејнар Бјерндален · Норвешка    | Доминик Ландертингер · Аустрија     | Јарослав Соукуп · Чешка            |
| 2018. Пјонгчанг      | Арнд Пајфер · Немачка              | Михал Крчмарж · Чешка               | Доминик Виндиш · Италија           |

### Потера (12,5 км)
| Игре                 |                                 |                                 |                                |
| 2002. Солт Лејк Сити | Оле Ејнар Бјерндален · Норвешка | Рафаел Поаре · Француска        | Рико Грос · Немачка            |
| 2006. Торино         | Венсан Дефран · Француска       | Оле Ејнар Бјерндален · Норвешка | Свен Фишер · Немачка           |
| 2010. Ванкувер       | Бјерн Фери · Шведска            | Кристоф Суман · Аустрија        | Венсан Же · Француска          |
| 2014. Сочи           | Мартен Фуркад · Француска       | Ондреј Моравец · Чешка          | Жан Гијом Беатрикс · Француска |
| 2018. Пјонгчанг      | Мартен Фуркад · Француска       | Себастијан Самуелсон · Шведска  | Бенедикт Дол · Немачка         |

### Масовни старт (15 км)
| Игре            |                                |                           |                                 |
| 2006. Торино    | Михаел Грајс · Немачка         | Томаш Шикора · Пољска     | Оле Ејнар Бјерндален · Норвешка |
| 2010. Ванкувер  | Јевгениј Устјугов · Русија     | Мартен Фуркад · Француска | Павол Хурајт · Словачка         |
| 2014. Сочи      | Емил Хегле Свендсен · Норвешка | Мартен Фуркад · Француска | Ондреј Моравец · Чешка          |
| 2018. Пјонгчанг | Мартен Фуркад · Француска      | Симон Шемп · Немачка      | Емил Хегле Свендсен · Норвешка  |

### Штафета (4х7,5 км)
| Игре                        |                                                                                               |                                                                                          |                                                                                     |
| 1968. Гренобл детаљи        | Совјетски Савез · Александар Тихонов · Николај Пузанов · Виктор Маматов · Владимир Гундарцев  | Норвешка · Ола Верхауг · Олав Љорет · Магнар Солберг · Јон Истад                         | Шведска · Лорш-Јоран Арвидсон · Торе Ериксон · Оле Петрусон · Холмфрид Олсон        |
| 1972. Сапоро детаљи         | Совјетски Савез · Александар Тихонов · Ринат Сафин · Иван Бјаков · Виктор Маматов             | Финска · Еско Саира · Јухани Сутаринен · Хеики Икола · Маури Ројпанен                    | Источна Немачка · Хансјорг Хнауте · Јоаким Мајшнер · Дитер Шпир · Хорст Кошка       |
| 1976. Инзбрук детаљи        | Совјетски Савез · Александар Тихонов · Александар Јелизаров · Иван Бјаков · Николај Круглов   | Финска · Хенрик Флојт · Еско Саира · Јухани Сутаринен · Хеики Икола                      | Источна Немачка · Карл-Хаинц Менц · Франк Улрих · Манфред Бир · Манфред Гајар       |
| 1980. Лејк Плесид детаљи    | Совјетски Савез · Александар Тихонов · Владимир Аљикин · Владимир Барнашов · Анатолиј Аљабјев | Источна Немачка · Матијас Јунг · Клаус Зиберт · Франк Улрих · Еберхард Рош               | Западна Немачка · Франц Беарнрајтер · Ханс Естнер · Петер Ангерер · Герхард Винклар |
| 1984. Сарајево детаљи       | Совјетски Савез · Дмитриј Васиљев · Јуриј Кашкаров · Агимантас Шална · Сергеј Булигин         | Норвешка · Од Лирхус · Аирик Квалфос · Ролф Сторшвен · Ћел Собак                         | Западна Немачка · Ернст Рајтер · Валтер Пихлер · Петер Ангерер · Фриц Фишер         |
| 1988. Калгари детаљи        | Совјетски Савез · Дмитриј Васиљев · Сергеј Чепиков · Александар Попов · Валериј Медведцев     | Западна Немачка · Ернст Рајтер · Штефан Хок · Петер Ангерер · Фриц Фишер                 | Италија · Вернер Ким · Готлиб Ташлер · Јохан Песлар · Андреас Цингерл               |
| 1992. Албервил детаљи       | Немачка · Рико Грос · Јенс Штаинигн · Марк Кихнер · Фриц Фишер                                | Уједињени тим · Валериј Медведцев · Александар Попов · Валериј Кириенко · Сергеј Чепиков | Шведска · Улф Јохансон · Лаиф Андерсон · Торд Викстн · Микел Љофгрен                |
| 1994. Лилехамер детаљи      | Немачка · Рико Грос · Франк Лук · Марк Кихнер · Свен Фишер                                    | Русија · Валериј Кириенко · Владимир Драчев · Сергеј Тарасов · Сергеј Чепиков            | Француска · Тијери Дусер · Парис Беји-Салан · Лионел Лоран · Ерве Флонда            |
| 1998. Нагано детаљи         | Немачка · Рико Грос · Петер Зедел · Свен Фишер · Франк Лук                                    | Норвешка · Егил Јелан · Халвард Ханеволд · Дог Бјерндален · Оле Ејнар Бјерндален         | Русија · Павел Муслимов · Владимир Драчев · Сергеј Тарасов · Виктор Мајгуров        |
| 2002. Солт Лејк Сити детаљи | Норвешка · Халвард Ханеволд · Фруде Андресен · Егил Јелан · Оле Ејнар Бјерндален              | Немачка · Рико Грос · Петер Зедел · Свен Фишер · Франк Лук                               | Француска · Жил Марге · Венсан Дефран · Жилјен Роберт · Рафаел Поаре                |
| 2006. Торино детаљи         | Немачка · Свен Фишер · Михаел Грајс · Рико Грос · Михаил Реш                                  | Русија · Иван Черезов · Сергеј Чепиков · Павел Ростовцев · Николај Круглов               | Француска · Жилјен Роберт · Венсан Дефран · Фереол Канар · Рафаел Поаре             |
| 2010. Ванкувер детаљи       | Норвешка · Халвард Ханеволд · Тарјеј Бе · Емил Хегле Свендсен · Оле Ејнар Бјерндален          | Аустрија · Симон Едер · Данијел Мезотич · Доминик Ландертингер · Кристоф Зуман           | Русија · Иван Черезов · Антон Шипулин · Максим Чудов · Јевгениј Устјугов            |
| 2014. Сочи                  | Русија · Алексеј Волков · Јевгениј Устјугов · Дмитриј Малишко · Антон Шипулин                 | Немачка · Ерик Лесер · Данијел Бем · Арнд Пајфер · Симон Шемп                            | Аустрија · Кристоф Зуман · Данијел Мезотич · Симон Едер · Доминик Ландертингер      |
| 2018. Пјонгчанг             | Шведска · Пепе Фемлинг · Јеспер Нелин · Себастијан Самуелсон · Фредрик Линдстрем              | Норвешка · Ларс Хелге Биркеланд · Тарјеј Бе · Јоханес Тингнес Бе · Емил Хегле Свендсен   | Немачка · Ерик Лесер · Бенедикт Дол · Арнд Пајфер · Симон Шемп                      |

## Жене
Жене се на Олимпијским играма такмиче у следећим дисциплинама биатлона:
- појединачно (15 км) - од игара 1992. године у Албервилу
- спринт (7,5 км) - од игара 1992. године у Албервилу
- потера (10 км) - од игара 2002. године у Солт Лејк Ситију
- масовни старт (12,5 км) - од игара 2006. године у Торину
- штафета (на првим играма 3х7,5 км, између 1994 и 2006 4х7,5 км, од 2006 4х6 км) - од игара 1992. године у Албервилу

### Појединачно (15 км)
| Игре                 |                               |                                   |                               |
| 1992. Албервил       | Антје Мизерски · Немачка      | Светлана Давидова · Уједињени тим | Миријам Бедар · Канада        |
| 1994. Лилехамер      | Миријам Бедар · Канада        | Ан Брион · Француска              | Уши Дизл · Немачка            |
| 1998. Нагано         | Екатерина Дафовска · Бугарска | Аљена Петрова · Украјина          | Уши Дизл · Немачка            |
| 2002. Солт Лејк Сити | Андреа Хенкел · Немачка       | Лив Грете Поира · Норвешка        | Магдалена Форсберг · Шведска  |
| 2006. Торино         | Светлана Ишмуратова · Русија  | Мартина Глагоу · Немачка          | Албина Ахатова · Русија       |
| 2010. Ванкувер       | Тора Бергер · Норвешка        | Јелена Хрустаљева · Казахстан     | Дарја Домрачева · Белорусија  |
| 2014. Сочи           | Дарја Домрачева · Белорусија  | Селина Гаспарин · Швајцарска      | Надежда Скардино · Белорусија |
| 2018. Пјонгчанг      | Хана Еберг · Шведска          | Анастасија Кузмина · Словачка     | Лаура Далмајер · Немачка      |

### Спринт (7,5 км)
| Игре                 |                                    |                                |                                    |
| 1992. Албервил       | Анфиса Рецзова · Уједињени тим     | Антје Мизерски · Немачка       | Јелена Белова · Уједињени тим      |
| 1994. Лилехамер      | Миријам Бедар · Канада             | Светлана Пармјагина Белорусија | Валентина Цербе-Несина · Украјина  |
| 1998. Нагано         | Галина Куклева · Русија            | Уши Дизл · Немачка             | Катрин Апел · Немачка              |
| 2002. Солт Лејк Сити | Кати Вилхелм · Немачка             | Уши Дизл · Немачка             | Магдалена Форсберг · Шведска       |
| 2006. Торино         | Флоранс Баверел-Роберт · Француска | Ана Карин Олофсон · Шведска    | Љиљја Вајгина-Јефремова · Украјина |
| 2010. Ванкувер       | Анастасија Кузмина · Словачка      | Магдалена Нојнер · Немачка     | Мари Дорен · Француска             |
| 2014. Сочи           | Анастасија Кузмина · Словачка      | Олга Виљухина · Русија         | Вита Семеренко · Украјина          |
| 2018. Пјонгчанг      | Лаура Далмајер · Немачка           | Марте Олсбу · Норвешка         | Вероника Виткова · Чешка           |

### Потера (10 км)
| Игре                 |                              |                               |                            |
| 2002. Солт Лејк Сити | Олга Пиљева · Русија         | Кати Вилхелм · Немачка        | Ирина Никулћина · Бугарска |
| 2006. Торино         | Кати Вилхелм · Немачка       | Мартина Глагоу · Немачка      | Албина Ахатова · Русија    |
| 2010. Ванкувер       | Магдалена Нојнер · Немачка   | Анастасија Кузмина · Словачка | Мари Лор Брине · Француска |
| 2014. Сочи           | Дарја Домрачева · Белорусија | Тора Бергер · Норвешка        | Теја Грегорин · Словенија  |
| 2018. Пјонгчанг      | Лаура Далмајер · Немачка     | Анастасија Кузмина · Словачка | Анајс Бескон · Француска   |

### Масовни старт (12,5 км)
| Игре            |                               |                              |                           |
| 2006. Торино    | Ана Карин Олофсон · Шведска   | Кати Вилхелм · Немачка       | Уши Дизл · Немачка        |
| 2010. Ванкувер  | Магдалена Нојнер · Немачка    | Олга Зајцева · Русија        | Зимоне Хаусвалд · Немачка |
| 2014. Сочи      | Дарја Домрачева · Белорусија  | Габријела Соукалова · Чешка  | Тирил Екхоф · Норвешка    |
| 2018. Пјонгчанг | Анастасија Кузмина · Словачка | Дарја Домрачева · Белорусија | Тирил Екхоф · Норвешка    |

### Штафета (4х6 км)
Од када је женска штафета дебитовала на Олимпијским играма такмичарке су се такмичиле на следећим дистанцама:
- 3x7,5 km (1992)
- 4x7,5 km (1994—2002)
- 4x6 km (2006-)

| Игре                        |                                                                                    |                                                                                     |                                                                                      |
| 1992. Албервил детаљи       | Француска · Корин Ниогре · Вероник Клодел · Ан Брион                               | Немачка · Уши Дизл · Антје Мизерски · Петра Шаф                                     | Уједињени тим · Јелена Белова · Анфиса Рецзова · Јелена Мељњикова                    |
| 1994. Лилехамер детаљи      | Русија · Надежда Таланова · Наталија Сницина · Луиза Носкова · Анфиса Рецзова      | Немачка · Уши Дизл · Антје Мизерски · Симона Грајнер-Петер-Мем · Петра Шаф          | Француска · Корин Ниогре · Вероник Клодел · Делфин Ејман · Ан Брион                  |
| 1998. Нагано детаљи         | Немачка · Катрин Апел · Уши Дизл · Петра Целнер · Петра Беле                       | Русија · Албина Ахатова · Олга Мељник · Галина Куклева · Олга Рамаско               | Норвешка · Ан-Елен Шелбреј · Анета Сиквелан · Гун Маргит Андреасен · Лив Грете Поира |
| 2002. Солт Лејк Сити детаљи | Немачка · Катрин Апел · Уши Дизл · Андреа Хенкел · Кати Вилхелм                    | Норвешка · Ан-Елен Шелбреј · Линда Хјорхом · Гун Маргит Андреасен · Лив Грете Поира | Русија · Албина Ахатова · Олга Пиљева · Галина Куклева · Светлана Ишмуратова         |
| 2006. Торино детаљи         | Русија · Ана Богалиј-Титовец · Светлана Ишмуратова · Олга Зајцева · Албина Ахатова | Немачка · Мартина Глагоу · Андреа Хенкел · Катрин Апел · Кати Вилхелм               | Француска · Делфин Перето · Флоранс Баверел-Роберт · Силви Бекер · Сандин Баји       |
| 2010. Ванкувер детаљи       | Русија · Светлана Слепцова · Ана Богалиј-Титовец · Олга Медведцева · Олга Зајцева  | Француска · Мари Лор Брине · Силви Бекер · Мари Дорен · Сандрин Беји                | Немачка · Кати Вилхелм · Зимоне Хаусвалд · Мартина Бек · Андреа Хенкел               |
| 2014. Сочи детаљи           | Украјина · Вита Семеренко · Јулија Џима · Ваљ Семеренко · Олена Придрушна          | Русија · Јана Романова · Олга Зајцева · Јекатерина Шумилова · Олга Виљухина         | Норвешка · Фани Хорн · Тирил Екхоф · Ан Кристин Флатланд · Тора Бергер               |
| 2018. Пјонгчанг детаљи      | Белорусија · Надежда Скардино · Ирина Кривко · Динара Алимбекова · Дарја Домрачева | Шведска · Лин Персон · Мона Брорсон · Ана Магнусон · Хана Еберг                     | Француска · Анајс Шевалије · Мари Дорен Абер · Жистин Брезаз · Анајс Бескон          |

## Мешовита штафета
Мешовита штафета је дебитовала на играма у Сочију 2014. године. Штафету чине две биатлонке (2х6 км) и два биатлонца (2х7,5 км).
| Игре            |                                                                                   |                                                                                   |                                                                            |
| 2014. Сочи      | Норвешка · Тора Бергер · Тирил Екхоф · Оле Ејнар Бјерндален · Емил Хегле Свендсен | Чешка · Вероника Виткова · Габријела Соукалова · Јарослав Соукуп · Ондреј Моравец | Италија · Доротеа Вијерер · Карин Оберхофер · Доминик Виндиш · Лукас Хофер |
| 2018. Пјонгчанг | Француска · Мари Дорен Абер · Анајс Бескон · Симон Детју · Мартен Фуркад          | Норвешка · Марте Олсбу · Тирил Екхоф · Јоханес Тингнес Бе · Емил Хегле Свендсен   | Италија · Лиза Витоци · Доротеа Вијерер · Лукас Хофер · Доминик Виндиш     |

## Најуспешнији такмичари
Најуспешнији биатлонац на Олимпијским играма је Норвежанин Оле Ејнар Бјерндален, „Краљ биатлона“, који је освојио укупно тринаест медаља од којих су осам злате (пет златних у појединачним дисциплинама и три у штафетама). На Олимпијским играма 2002. године у Солт Лејк Ситију био је непоражен, освојио је све четири златне медаље што није пошло за руком ниједном биатлонцу до сада. Иза Бјерндалена на листи најуспешнијих биатлонаца налазе се Француз Мартен Фуркад са седам медаља, од тога пет златних и Немац Рико Грос и Норвежанин Емил Хегле Свендсен са осам медаља од тога четири златне.
Најуспешнија биатлонка на Олимпијским играма је Белосрускиња Дарја Домрачева са шест медаља, четири златне, и по једном сребрном и бронзаном. Домрачева је на Олимпијским играма 2014. године у Сочију освојила три златне медаље и постала је прва биатлонка која је освојила три златне медаље на истим играма. Друга на листи је Немица Кати Вилхелм са седам медаља медаље (три златне). Иза Вилхелмове на листи се налази Анастасија Кузмина из Словачке са шест медаља (три златне). Кузмина је једина поред Домрачеве која је освојила три златне медаље у појединачним дисциплинама.

### Табела најуспешнијих такмичара
| Плас. | Такмичар             | Земља           | Од   | До   |   |   |   | Укупно |
| ----- | -------------------- | --------------- | ---- | ---- | - | - | - | ------ |
| 1     | Оле Ејнар Бјерндален | Норвешка        | 1998 | 2014 | 8 | 4 | 1 | 13     |
| 2     | Мартен Фуркад        | Француска       | 2010 | 2018 | 5 | 2 | 0 | 7      |
| 3     | Рико Грос            | Немачка         | 1992 | 2006 | 4 | 3 | 1 | 8      |
| 3     | Емил Хегле Свендсен  | Норвешка        | 2010 | 2018 | 4 | 3 | 1 | 8      |
| 4     | Свен Фишер           | Немачка         | 1994 | 2006 | 4 | 2 | 2 | 8      |
| 5     | Дарја Домрачева      | Белорусија      | 2010 | 2018 | 4 | 1 | 1 | 6      |
| 6     | Александар Тихонов   | Совјетски Савез | 1968 | 1980 | 4 | 1 | 0 | 5      |
| 7     | Кати Вилхелм         | Немачка         | 2002 | 2010 | 3 | 3 | 1 | 7      |
| 8     | Анастасија Кузмина   | Словачка        | 2010 | 2018 | 3 | 3 | 0 | 6      |
| 9     | Халвард Ханеволд     | Норвешка        | 1998 | 2010 | 3 | 2 | 1 | 6      |
| 10    | Марк Кихнер          | Немачка         | 1992 | 1994 | 3 | 1 | 0 | 4      |

### Табела најуспешнијих биатлонаца
| Плас. | Такмичар             | Земља           | Од   | До   |   |   |   | Укупно |
| ----- | -------------------- | --------------- | ---- | ---- | - | - | - | ------ |
| 1     | Оле Ејнар Бјерндален | Норвешка        | 1998 | 2014 | 8 | 4 | 1 | 13     |
| 2     | Мартен Фуркад        | Француска       | 2010 | 2018 | 5 | 2 | 0 | 7      |
| 3     | Рико Грос            | Немачка         | 1992 | 2006 | 4 | 3 | 1 | 8      |
| 3     | Емил Хегле Свендсен  | Норвешка        | 2010 | 2018 | 4 | 3 | 1 | 8      |
| 4     | Свен Фишер           | Немачка         | 1994 | 2006 | 4 | 2 | 2 | 8      |
| 5     | Александар Тихонов   | Совјетски Савез | 1968 | 1980 | 4 | 1 | 0 | 5      |
| 6     | Халвард Ханеволд     | Норвешка        | 1998 | 2010 | 3 | 2 | 1 | 6      |
| 7     | Марк Кихнер          | Немачка         | 1992 | 1994 | 3 | 1 | 0 | 4      |
| 8     | Михаел Грајс         | Немачка         | 2006 | 2006 | 3 | 0 | 0 | 3      |
| 9     | Сергеј Чепиков       | Русија          | 1988 | 2006 | 2 | 3 | 1 | 6      |
| 10    | Франк Лук            | Немачка         | 1992 | 2002 | 2 | 3 | 0 | 5      |

### Табела најуспешнијих биатлонки
| Плас. | Такмичарка          | Земља      | Од   | До   |   |   |   | Укупно |
| ----- | ------------------- | ---------- | ---- | ---- | - | - | - | ------ |
| 1     | Дарја Домрачева     | Белорусија | 2010 | 2018 | 4 | 1 | 1 | 6      |
| 2     | Кати Вилхелм        | Немачка    | 2002 | 2010 | 3 | 3 | 1 | 7      |
| 3     | Анастасија Кузмина  | Словачка   | 2010 | 2018 | 3 | 3 | 0 | 6      |
| 4     | Уши Дизл            | Немачка    | 1992 | 2006 | 2 | 4 | 3 | 9      |
| 5     | Олга Зајцева        | Русија     | 2006 | 2014 | 2 | 2 | 0 | 4      |
| 6     | Катрин Апел         | Немачка    | 1998 | 2006 | 2 | 1 | 1 | 4      |
| 6     | Андреа Хенкел       | Немачка    | 2002 | 2010 | 2 | 1 | 1 | 4      |
| 6     | Тора Бергер         | Норвешка   | 2010 | 2014 | 2 | 1 | 1 | 4      |
| 7     | Магдалена Нојнер    | Немачка    | 2010 | 2010 | 2 | 1 | 0 | 3      |
| 8     | Миријам Бедар       | Канада     | 1992 | 1994 | 2 | 0 | 1 | 3      |
| 8     | Лаура Далмајер      | Немачка    | 2010 | 2014 | 2 | 0 | 1 | 3      |
| 8     | Светлана Ишмуратова | Русија     | 2002 | 2006 | 2 | 0 | 1 | 3      |
| 8     | Анфиса Рецзова      | Русија     | 1992 | 1994 | 2 | 0 | 1 | 3      |
| 8     | Олга Пиљева         | Русија     | 2002 | 2010 | 2 | 0 | 1 | 3      |
| 9     | Ана Богалиј-Титовец | Русија     | 2006 | 2010 | 2 | 0 | 0 | 0      |
| 10    | Антје Мизерски      | Немачка    | 1992 | 1994 | 1 | 2 | 0 | 3      |

Напомена: 
Рангирање је извршено према укупном броју златних медаља, затим сребрних и брознаних освојеним у појединачним дисицплинама и штафетама. Од представља годину када је освојена прва медаља, а до годину када је освојена последња медаља. У случају да је такмичар освајао медаље за више земаља, у табели је наведена последња земља за коју је наступао.

## Биланс медаља
| Плас.  | Земља           |    |    |    |     | Мушкарци | Мушкарци | Мушкарци |     | Жене | Жене | Жене |    | Мешовито | Мешовито | Мешовито |   |
| ------ | --------------- | -- | -- | -- | --- | -------- | -------- | -------- | --- | ---- | ---- | ---- | -- | -------- | -------- | -------- | - |
| Плас.  | Земља           |    |    |    |     |          |          |          |     |      |      |      |    |          |          |          |   |
| 1      | Немачка         | 19 | 21 | 12 | 52  | 9        | 10       | 5        | 24  | 10   | 11   | 7    | 28 | 0        | 0        | 0        | 0 |
| 2      | Норвешка        | 16 | 15 | 10 | 41  | 14       | 10       | 6        | 30  | 1    | 4    | 4    | 9  | 1        | 1        | 0        | 2 |
| 3      | Русија          | 10 | 6  | 8  | 24  | 4        | 2        | 5        | 11  | 6    | 4    | 3    | 13 | 0        | 0        | 0        | 0 |
| 4      | Француска       | 9  | 5  | 12 | 26  | 6        | 3        | 6        | 15  | 2    | 2    | 6    | 10 | 1        | 0        | 0        | 1 |
| 5      | Совјетски Савез | 9  | 5  | 5  | 19  | 9        | 5        | 5        | 19  | 0    | 0    | 0    | 0  | 0        | 0        | 0        | 0 |
| 6      | Шведска         | 5  | 3  | 6  | 14  | 3        | 1        | 4        | 8   | 2    | 2    | 2    | 6  | 0        | 0        | 0        | 0 |
| 7      | Белорусија      | 4  | 3  | 3  | 10  | 0        | 1        | 1        | 2   | 4    | 2    | 2    | 8  | 0        | 0        | 0        | 0 |
| 8      | Источна Немачка | 3  | 4  | 4  | 11  | 3        | 4        | 4        | 11  | 0    | 0    | 0    | 0  | 0        | 0        | 0        | 0 |
| 9      | Словачка        | 3  | 3  | 1  | 7   | 0        | 0        | 1        | 1   | 3    | 3    | 0    | 6  | 0        | 0        | 0        | 0 |
| 10     | Уједињени тим   | 2  | 2  | 2  | 6   | 1        | 1        | 0        | 2   | 1    | 1    | 2    | 4  | 0        | 0        | 0        | 0 |
| 11     | Канада          | 2  | 0  | 1  | 3   | 0        | 0        | 0        | 0   | 2    | 0    | 1    | 3  | 0        | 0        | 0        | 0 |
| 12     | Западна Немачка | 1  | 2  | 2  | 5   | 1        | 2        | 2        | 5   | 0    | 0    | 0    | 0  | 0        | 0        | 0        | 0 |
| 13     | Украјина        | 1  | 1  | 3  | 5   | 0        | 0        | 0        | 0   | 1    | 1    | 3    | 5  | 0        | 0        | 0        | 0 |
| 14     | Швајцарска      | 1  | 1  | 0  | 2   | 1        | 0        | 0        | 1   | 0    | 1    | 0    | 1  | 0        | 0        | 0        | 0 |
| 15     | Бугарска        | 1  | 0  | 1  | 2   | 0        | 0        | 0        | 0   | 1    | 0    | 1    | 2  | 0        | 0        | 0        | 0 |
| 16     | Финска          | 0  | 5  | 2  | 7   | 0        | 5        | 2        | 7   | 0    | 0    | 0    | 0  | 0        | 0        | 0        | 0 |
| 17     | Чешка           | 0  | 4  | 3  | 7   | 0        | 2        | 2        | 4   | 0    | 1    | 1    | 2  | 0        | 1        | 0        | 1 |
| 18     | Аустрија        | 0  | 3  | 3  | 6   | 0        | 3        | 3        | 6   | 0    | 0    | 0    | 0  | 0        | 0        | 0        | 0 |
| 19     | Италија         | 0  | 1  | 5  | 6   | 0        | 1        | 3        | 4   | 0    | 0    | 0    | 0  | 0        | 0        | 2        | 2 |
| 20     | Словенија       | 0  | 1  | 1  | 2   | 0        | 1        | 0        | 1   | 0    | 0    | 1    | 1  | 0        | 0        | 0        | 0 |
| 21     | Казахстан       | 0  | 1  | 0  | 1   | 0        | 0        | 0        | 0   | 0    | 1    | 0    | 1  | 0        | 0        | 0        | 0 |
| 21     | Пољска          | 0  | 1  | 0  | 1   | 0        | 1        | 0        | 1   | 0    | 0    | 0    | 0  | 0        | 0        | 0        | 0 |
| 23     | Хрватска        | 0  | 0  | 1  | 1   | 0        | 0        | 1        | 1   | 0    | 0    | 0    | 0  | 0        | 0        | 0        | 0 |
| Укупно | Укупно          | 86 | 87 | 85 | 258 | 51       | 52       | 51       | 153 | 32   | 32   | 32   | 99 | 2        | 2        | 2        | 6 |